# Гоменюк Іван Артемович
Іва́н Арте́мович Гоменю́к (11 червня 1943, с. Новоселиця, Благовіщенський район, Кіровоградська область — 25 березня 2021) — український політик. Колишній народний депутат України. Член Партії регіонів (2001–2014). Голова Запорізької райради (квітень 2002 — серпень 2014).

## Освіта
Київський інститут народного господарства, економічний факультет (1962–1966), інженер-економіст, «Планування сільського господарства»

## Трудова діяльність
- Квітень 1960 — червень 1962 — різнороб Ульянівського цукровий комбінат Кіровоградського цукробурякотресту.
- Вересень 1962 — жовтень 1966 — студент Київського інституту народного господарства.
- Листопад 1966 — червень 1973 — головний економіст радгоспу «Мокрянка» Вільнянського району.
- Червень 1973 — жовтень 1976 — директор радгоспу «Комінтерн» Запорізького району.
- Жовтень 1976 — вересень 1981 — другий секретар Запорізького райкому КПУ.
- Вересень 1981 — грудень 1990 — голова виконкому, грудень 1990 — квітень 1992 — голова Запорізької райради народних депутатів.
- Квітень 1992 — жовтень 1994 — Представник Президента України в Запорізькому районі[2][3].
- Жовтень 1994 — вересень 1995 — голова Запорізької райради народних депутатів.
- Вересень 1995 — травень 2002 — голова Запорізької райдержадміністрації[4][5].
- квітень 2002 — серпень 2014 — голова Запорізької районної ради Запорізької області.
- Серпень 2014 — втратив посаду голови Запорізької районної ради у зв'язку із висловленням йому недовіри рішенням більш ніж 2/3 депутатів районної ради. Рішення про висловлення недовіри Івану Гоменюку ініціював Куценко Владислав Ігорович[6].

Народний депутат України 1-го скликання з 15 травня 1990 до 10 травня 1994, Запорізький виборчій округ № 191, Запорізька область. Член Комісії з питань відродження та соціального розвитку села.

## Родина
Українець. Батько Артем Максимович (1908 — 1985) і мати Олександра Іванівна (1910–1996) — робітники. Дружина Інна Федорівна (1940) — пенсіонерка. Син Олександр (1967) — заступник директора Інституту олійних культур УААН, син Сергій (1971) — декан математичного факультету Запорізького національного університету.
Захоплюється полюванням.

## Нагороди
Орден «Знак Пошани» (1976). Медалі «За доблесну працю», «На ознаменування 100-річчя від дня народження В. І. Леніна» (1970). Грамота Верховної Ради України. Грамота Запорізької облради.